# گرماب (فاروج)
گرماب روستایی در دهستان فاروج بخش مرکزی شهرستان فاروج استان خراسان شمالی ایران است برای کسب اطلاغات بیشتر به منزل دهیار مراجعه کنید شام میده 

## جمعیت
بر پایه سرشماری عمومی نفوس و مسکن در سال ۱۳۹۵ جمعیت این مکان ۲۷ نفر (۱۳خانوار) بوده‌است.